# Luktelk
"Luktelk" é uma canção do cantor lituano Silvester Belt  que irá representar a Lituânia no Festival Eurovisão da Canção 2024, após vencer a final nacional Eurovizija.LT 2024.

A canção atuou na 1.ª semifinal, tendo sido apurada para a final onde ficou em 14.º lugar com 90 pontos.